# Bångåsen
Bångåsen är en by i Offerdals distrikt (Offerdals socken) i Krokoms kommun, Jämtlands län. Byn ligger vid Mussjön och präglas av jordbruksnäringen. Till Bångåsen brukar även byarna Söderåsen, Ekeberg, Bäcken, Grötom och Gölikläppen räknas samt ibland även Almåsa. 
Bångåsen omtalas första gången år 1420 då en olaff j bungasom uppträder som vittnesman. Redan år 1346 omtalas Öndarus Bunge, vars släkt tros ha gett byn dess namn. Även byn Bäcken förekommer första gången år 1420, då en joan widh bek uppträder som vittne vid en förrättning. Grötom omtalas första gången i mitten på 1500-talet som Gröteme, vilket betyder platsen där det är stenigt. Även byn Ekeberg omtalas första gången i mitten på 1500-talet, då en Jakob i Ekyaebergh nämns. Gölikläppen omnämns år 1568 som Golugklep. 
Tidigare har det funnits bl.a. livsmedelsaffärer och skola i Bångåsbygden. Bångåsens gamla skola är i dag en samlingslokal i byn. I början av 1900-talet var Bångaryd en i Offerdal känd dansbana.